# Находка-Восточная
Находка-Восточная — крупнейшая припортовая железнодорожная станция Дальневосточной железной дороги на линии Угловая — Мыс Астафьева-Находка-Восточная Дальневосточной железной дороги. Расположена в пределах города Находки (микрорайон Врангель), вблизи Восточного порта. По характеру основной работы является грузовой, по объёму выполняемой работы отнесена к внеклассным станциям.
Осуществляет приём, расформирование, формирование и отправление грузовых поездов по обслуживанию Восточного порта и других портов расположенных в бухте Врангеля .  Основные транзитные грузы: уголь, руда, контейнеры. Имеет 26 приёмо-отправочных (включая Третий районный парк) и 32 сортировочных пути.
Построена в 1974 году для обслуживания глубоководного порта Восточный. Является началом международного транспортного коридора «Восток — Запад». С 2004 года ходит ускоренный контейнерный поезд по маршруту «Находка-Восточная — Москва» (время в пути 7 суток).
На станции регулярно происходят случаи простоя вагонов, которые приводят к нарушению графика движения поездов на Дальневосточной железной дороге, срыву контрактов и судебным искам железной дороги к операторам Восточного порта.
До 2002 года на станции совершала остановку утренняя и вечерняя пригородная электричка «Мыс Астафьева — Порт Восточный».